# Luftwaffe-SV Pütnitz
Maillots
La Luftwaffe-Sport Verein Pütnitz (ou Luftwaffe-SV Pütnitz) est un club allemand de football qui eut une existence éphémère. Il était cantonné dans le district de Pütnitz à Ribnitz-Damgarten dans le Mecklembourg-Poméranie antérieure.

## Histoire
Des unités des Forces aériennes allemandes (Luftwaffe) furent cantonnées dans le district de Pütnitz, dès les années 1930. La Luftwaffe Sport Verein Pütnitz fut créée en 1936 en tant que club sportif militaire pour le personnel de la Luftwaffe.
La constitution d'équipes et de clubs par des unités ou entités militaires fut très répandue dans le IIIe Reich. Un grand nombre de ces clubs participèrent au championnat de football aux côtés des clubs "civils" traditionnels.
Tout le sport allemand, y compris le football, fut réorganisé dès l'arrivée au pouvoir en mars 1933, d'Adolf Hitler et du NSDAP. La gestion et l'organisation de tout ce qui avait trait aux matières sportives fut confié au DRL/NSRL dirigé par le Reichsspotführer, Hans von Tschammer. En football, le championnat de football fut structuré en Gauligen.
Le Luftwaffe-SV Pütnitz remporta deux titres dans sa Gauliga et put ainsi participer à la phase finale du championnat national. En 1941, LSV Pütnitz fut éliminé par le Blau-Weiss 90 Berlin (1-3). L'année suivante, le club réussit la même performance, mais fut à nouveau sorti au premier tour de la phase finale, cette fois par le BSV 92 Berlin (2-2 puis 0-2). En 1944, L-SV Pütnitz perdit la finale de la Gauliga Poméranie contre une autre équipe militaire, le Heer-SV Gross Born (1-1 puis 0-3).
Avec l'avancée et l'évolution du conflit de plus en plus défavorable pour l'Allemagne, les clubs sportifs furent démantelés. Luftwaffe-Sport Verein Pütnitz arrêta ses activités sportives en septembre 1944.

## Palmarès
- Champion de Gauliga Poméranie: 2 (1942, 1943)
- Champion de Gauliga Poméranie Groupe Ouest: 3: (1942, 1943, 1944)

## Stade
La Luftwaffe-SV Pütnitz jouait ses matches à domicile au Damgartenstadion (3 000 places) ou au Greifswaldstadion (10 000 places).

## Annexe

### Source et liens externes
- Das deutsche Fußball-Archiv historical German domestic league tables (de)